# Schmalspurbahn Reichenbach–Oberheinsdorf
| Ausschnitt der Streckenkarte Sachsen (1902) |                                     |                                  |                                  |
| Streckennummer: | sä. RH                              |                                  |                                  |
| Kursbuchstrecke: | 144g (1934) 173e (1946) 168f (1957) |                                  |                                  |
| Streckenlänge: | 5,41 km                             |                                  |                                  |
| Spurweite: | 1000 mm (Meterspur)                 |                                  |                                  |
| Maximale Neigung: | 40 ‰                                |                                  |                                  |
| Minimaler Radius: | 30 m                                |                                  |                                  |
| Streckengeschwindigkeit: | 30 km/h                             |                                  |                                  |
| |                                     |                                  |                                  |
| \| \| \| von Göltzschtalbrücke \| \| \| \| 0,000 \| Reichenbach (Vogtl) unt Bf \| 335 m \| \| \| \| (Dreischienengleis 1000/1435 mm) \| \| \| \| \| nach Reichenbach (Vogtl) ob Bf \| \| \| \| 0,405 \| Reichenbach (Vogtl) Altstadt \| 338 m \| \| \| 0,798 \| Reichenbach (Vogtl) Annenplatz \| 342 m \| \| \| 1,285 \| Reichenbach (Vogtl) Bergstraße \| 350 m \| \| \| 2,550 \| Unterheinsdorf West \| 354 m \| \| \| 3,125 \| Unterheinsdorf \| 365 m \| \| \| 4,012 \| Unterheinsdorf Ost \| 370 m \| \| \| 5,410 \| Oberheinsdorf \| 383 m \| |                                     |                                  |                                  |
| Strecke (außer Betrieb) |                                     | von Göltzschtalbrücke            | von Göltzschtalbrücke            |
| Bahnhof (Strecke außer Betrieb) | 0,000                               | Reichenbach (Vogtl) unt Bf       | 335 m                            |
| Strecke (außer Betrieb) |                                     | (Dreischienengleis 1000/1435 mm) | (Dreischienengleis 1000/1435 mm) |
| Abzweig geradeaus und nach links (Strecke außer Betrieb) |                                     | nach Reichenbach (Vogtl) ob Bf   | nach Reichenbach (Vogtl) ob Bf   |
| Haltepunkt / Haltestelle (Strecke außer Betrieb) | 0,405                               | Reichenbach (Vogtl) Altstadt     | 338 m                            |
| Haltepunkt / Haltestelle (Strecke außer Betrieb) | 0,798                               | Reichenbach (Vogtl) Annenplatz   | 342 m                            |
| Haltepunkt / Haltestelle (Strecke außer Betrieb) | 1,285                               | Reichenbach (Vogtl) Bergstraße   | 350 m                            |
| Haltepunkt / Haltestelle (Strecke außer Betrieb) | 2,550                               | Unterheinsdorf West              | 354 m                            |
| Haltepunkt / Haltestelle (Strecke außer Betrieb) | 3,125                               | Unterheinsdorf                   | 365 m                            |
| Haltepunkt / Haltestelle (Strecke außer Betrieb) | 4,012                               | Unterheinsdorf Ost               | 370 m                            |
| Kopfbahnhof Streckenende (Strecke außer Betrieb) | 5,410                               | Oberheinsdorf                    | 383 m                            |

Die Schmalspurbahn Reichenbach–Oberheinsdorf (im Volksmund: de Rollbock, auch Rollbockbahn) war eine sächsische Schmalspurbahn im Vogtland. Sie verlief von Reichenbach (Vogtl) unt Bf nach Oberheinsdorf. Neben der Schmalspurbahn Klingenthal–Sachsenberg-Georgenthal war sie eine der beiden in Meterspur ausgeführten Bahnstrecken in Sachsen.

## Geschichte

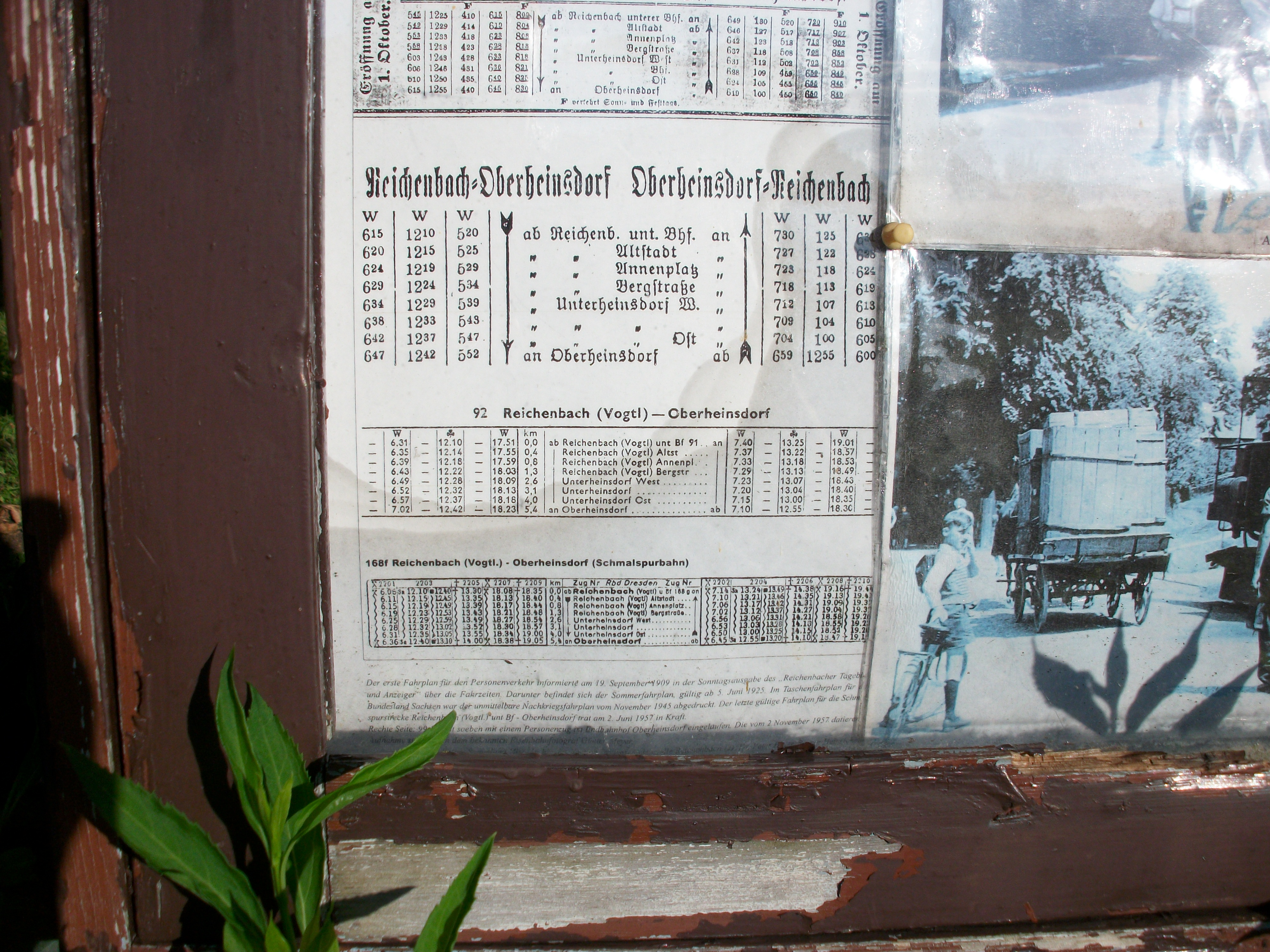
Historischer Fahrplan der Rollbockbahn

Erstmals 1895 ersuchten die Industriellen und Kaufleute im Heinsdorfergrund um einen Eisenbahnanschluss. Zu dieser Zeit war die Fortführung der schon bestehenden Bahnstrecke von Reichenbach ob Bf nach Mylau durch den Heinsdorfer Grund vorgesehen, was letztlich so nicht realisiert wurde. Stattdessen wurde vom sächsischen Staat nunmehr eine schmalspurige Industriebahn bis Oberheinsdorf geplant, welche vor allem die schon vorhandenen Straßen mitbenutzen sollte. Die Stadt Reichenbach unterstützte dieses Vorhaben und stellte den notwendigen Grund unentgeltlich zur Verfügung.
Im Jahre 1901 begannen die Arbeiten mit der Verbreiterung der Straßen und dem Abriss von Häusern an der vorgesehenen Trasse. Da die Strecke nur als Industriebahn geplant war und vor allem Rollbockverkehr stattfinden sollte, wurde als Spurweite die Meterspur gewählt. Am 15. Dezember 1902 wurde die neue schmalspurige Industriebahn offiziell eröffnet. Im Stadtgebiet von Reichenbach führte sie dabei wie eine Straßenbahn durch den Ort.
Mehrfach forderten die an der Strecke wohnenden Bürger auch die Einführung des Personenverkehrs, was dann auch am 1. Oktober 1909 geschah. Bauliche Veränderungen außer dem Aufstellen von Stationsschildern erfolgten deswegen nicht. Zu diesem Zeitpunkt wurde am Posten 3 der Haltepunkt Reichenbach (Vogtl) Altstadt eingerichtet. Die Hauptaufgabe der Bahn lag aber immer in der Bedienung der zahlreichen Fabrikanschlüsse entlang der Strecke.
1929 ging durch die Weltwirtschaftskrise die Deutsche Wollentfettung in Konkurs, seit 1930 wurde der Gleisanschluss der Firma Petzold & Ehret wegen zahlreicher Unfälle nicht mehr bedient. Damit hatte die Rollbockbahn zwei wichtige Kunden verloren.
Die begrenzte Linienführung in der Reichenbacher Altstadt und der zunehmende Straßenverkehr ab den 1930er Jahren ließen die Bahn zu einem Verkehrsproblem werden.
Ab dem 4. September 1957 verkehrten die Reisezüge im Schienenersatzverkehr, offiziell eingestellt wurde der Personenverkehr am 17. November 1957. 1958 wurde noch ein neuer Gleisanschluss für das VEB Ausrüstungs- und Kunststoffverarbeitungswerk angelegt. Güterverkehr wurde noch bis 1962 durchgeführt, fand aber im letzten Betriebsjahr nur noch unregelmäßig statt und wurde nach einem Unfall mit der Lokomotive 99 162 am 14. September 1962 ganz eingestellt. Vom 19. August 1963 bis 4. Januar 1964 wurde der Oberbau bis auf das Dreischienengleis, welches erst 1975 entfernt wurde, abgebaut.

## Streckenbeschreibung

### Verlauf

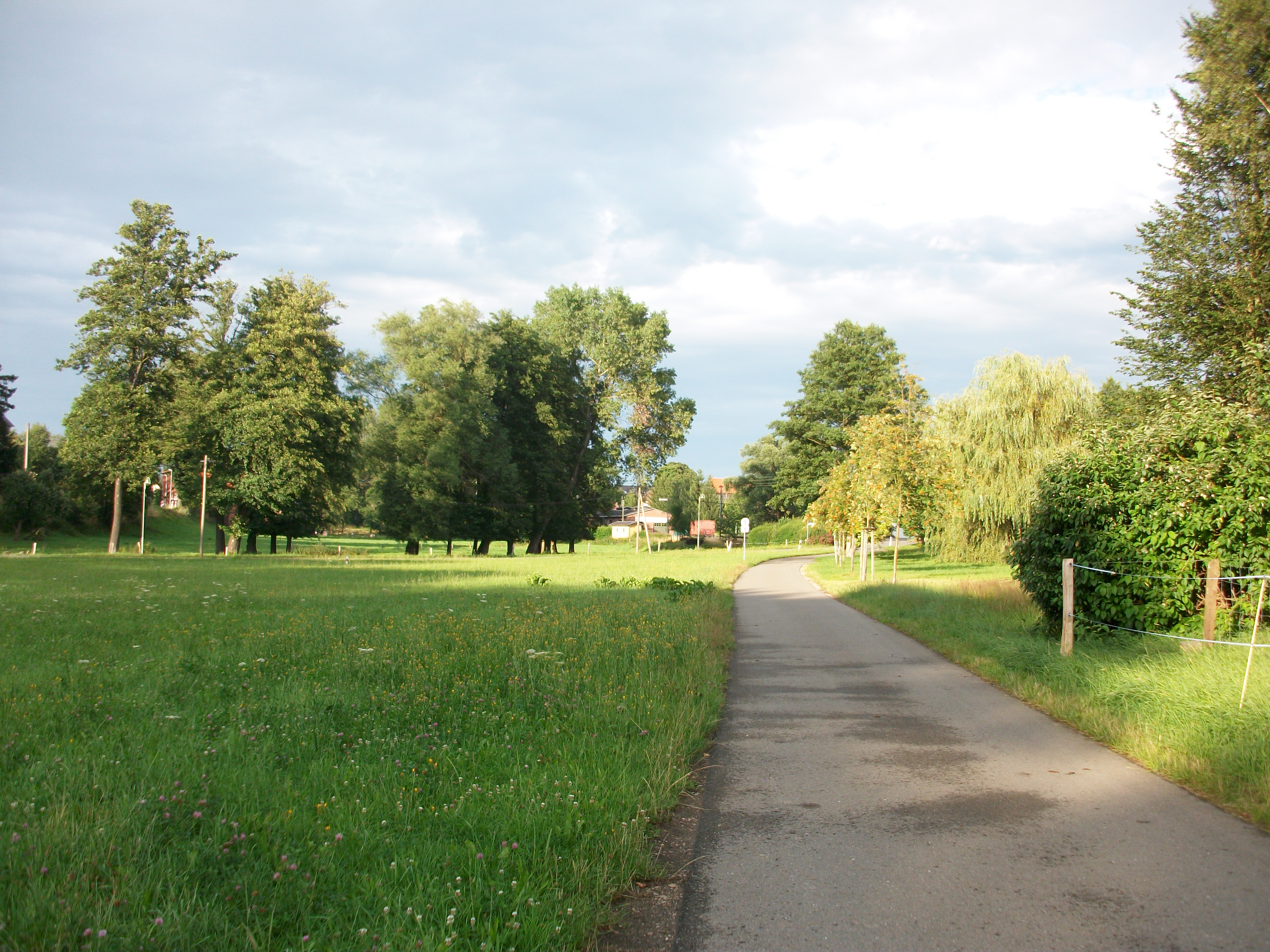
Ehemaliger Bahndamm in Oberheinsdorf (2017)

Vom Bahnhof Reichenbach (Vogtl) unt Bf führte ein Dreischienengleis bis zum Posten 3. Bis dorthin benutzte die Strecke Reichenbach unt Bf–Oberheinsdorf einen Schienenstrang der Bahnstrecke Reichenbach ob Bf–Göltzschtalbrücke mit. Der Posten 3 war bereits am 1. Mai 1895 mit der Betriebseröffnung der normalspurigen Strecke eröffnet worden, er diente der Absicherung der Straßenübergänge Innere Reichsstraße (heute: Am Graben), Äußere Reichsstraße sowie des Sperlingsberges. Am Posten 3 befand sich das Einfahrtssignal der Strecke von Oberheinsdorf. Der Schrankenwärter des Postens hatte dem Fahrdienstleiter des Unteren Bahnhofs das Eintreffen des Zuges zu melden, damit dieser bei freiem Gleis 1 das Signal auf Fahrt stellen konnte.
Im weiteren Verlauf führte die Trasse der als Rollbockbahn bezeichneten Schmalspurbahn durch das Tal des Raumbachs über die (Äußere) Reichsstraße, Heinsdorfer Straße in Reichenbach, dann durch die gesamte Ortslage von Unterheinsdorf. Kurz vor Erreichen der Endstation am Ortseingang von Oberheinsdorf wurde die Reichenbacher Straße gekreuzt.

### Betriebsstellen
Reichenbach (Vogtl) unt Bf ⊙

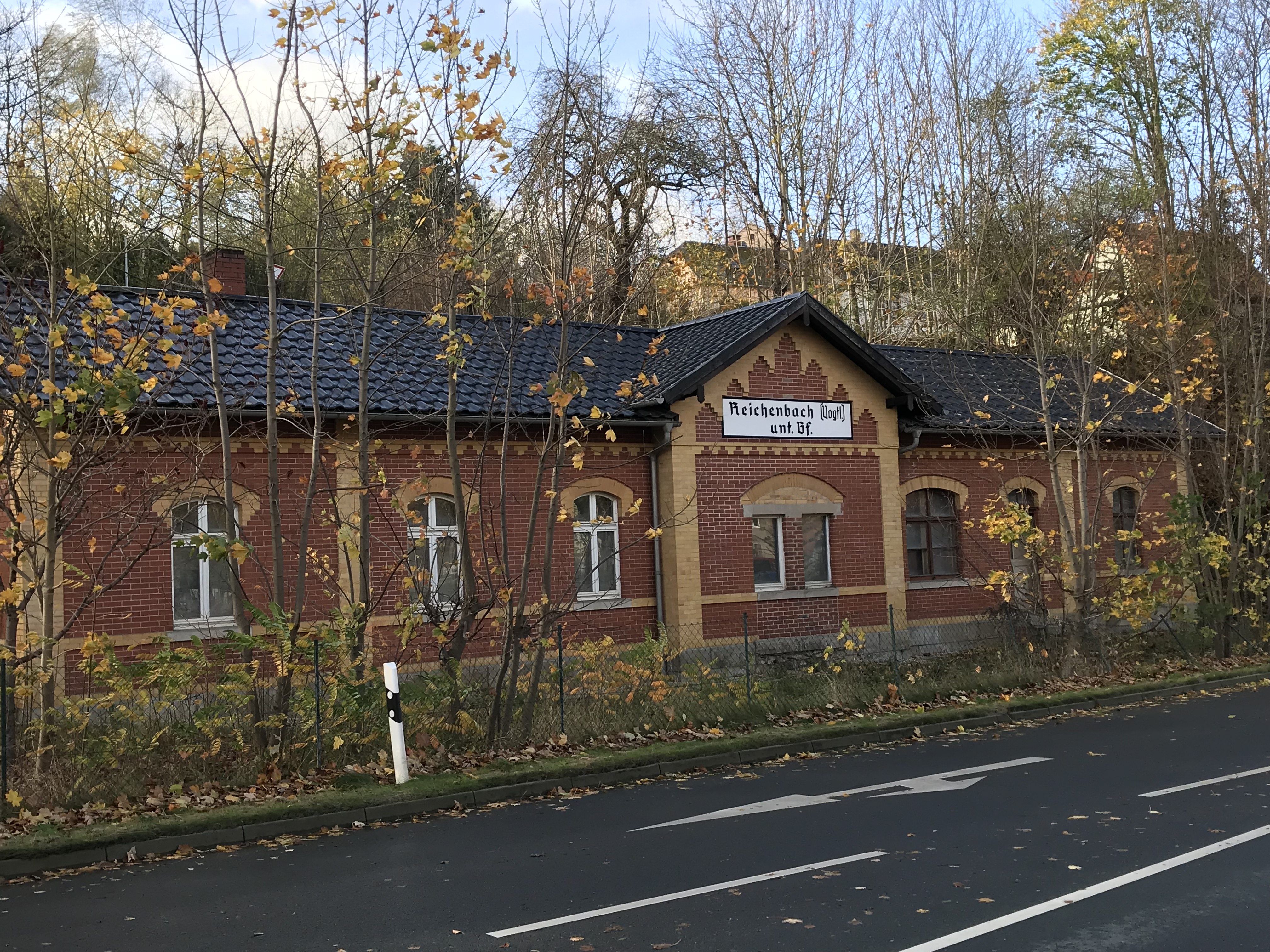
Reichenbach (Vogtl) unt Bf, Empfangsgebäude (2017)

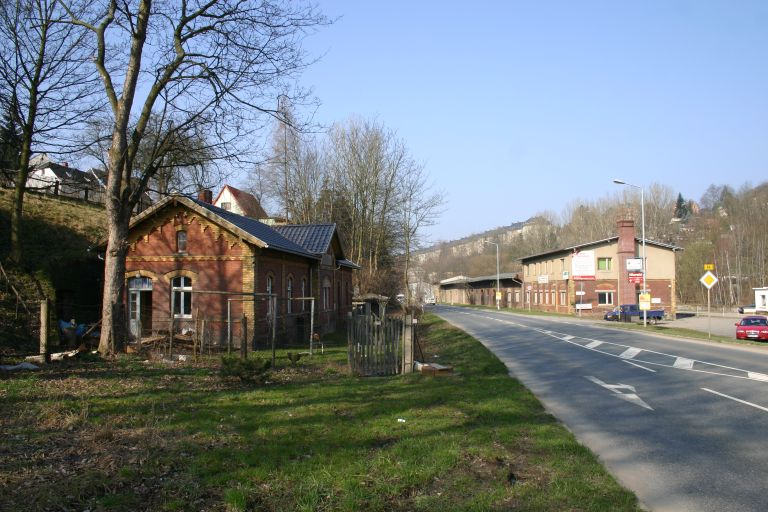
Reichenbach unt Bf mit dem ehemaligen Güterschuppen (rechts)

Der Bahnhof Reichenbach (Vogtl) unt Bf wurde am 1. Mai 1895 als Haltestelle Reichenbach i.V. unt Bf an der normalspurigen Bahnstrecke Reichenbach (Vogtl) ob Bf–Göltzschtalbrücke eröffnet. Ab 1898 hatte er den Rang eines Bahnhofs. Die Station verfügte über ein Empfangsgebäude, einen 100 Meter langen Bahnsteig, ein Beamtenwohnhaus, ein Stellwerk und ein Weichenpostenhaus. Dem Güterverkehr dienten mehrere Laderampen, eine Ladestraße und ein Güterschuppen, der im Laufe der Zeit dreimal erweitert werden musste. Die Gleisanlagen wurden von einer markanten Fußgängerbrücke überspannt, über der die Fahrgäste von der „Rotschauer Straße“ auf den „Kleinen Anger“ gelangen konnten. Von der „Burgstraße“ erreichten die Passanten den Bahnhof über einen Fußgängertunnel.
Mit der Aufnahme des Schienenverkehrs auf der Schmalspurbahn Reichenbach (Vogtl) unt Bf–Oberheinsdorf im Jahre 1902 erfuhr der nunmehrige Spurwechselbahnhof mehrere Erweiterungen. An der Südseite entstanden ein vierständiger Lokschuppen für die Schmalspurlokomotiven, zwei Wasserkräne und zwei Rollbockgruben, mittels derer die normalspurigen Güterwagen auf meterspurige Rollböcke gesetzt werden konnten. Das Bahnsteiggleis wurde um eine dritte Schiene ergänzt, sodass es von Fahrzeugen beider Spurweiten befahren werden konnte. Durch die Aufnahme des Personenverkehrs auf der Schmalspurbahn im Jahr 1909 wurde der untere Bahnhof zum Übergangsbahnhof zwischen Normal- und Schmalspurbahn (Spurwechselbahnhof) auch für Reisende. Im Jahr 1911 erhielt die Station die Bezeichnung Reichenbach (Vogtl) unt Bf. Der Normalspurteil bestand aus 9 Gleisen, 14 einfachen Weichen, 1 Wasserkran und 3 Einfahrsignalen. Der Schmalspurteil besaß 7 Gleise und ebenfalls 14 Weichen.
Ab 1935 waren dem Bahnhof Reichenbach (Vogtl) unt Bf alle Stationen der schmalspurigen Rollbockbahn nach Oberheinsdorf sowie die regelspurigen Stationen Reichenbach (Vogtl) Karolinenstraße, Schneidenbach und Mylau unterstellt. Durch eine im Jahr 1944 erfolgte Änderung der Zuständigkeit waren dem Bahnhof Reichenbach (Vogtl) unt Bf alle Haltestellen der normalspurigen Bahnstrecke Reichenbach–Göltzschtalbrücke auf Reichenbacher Stadtgebiet und jene der schmalspurigen Rollbockbahn unterstellt. Im September 1957 endete der Personenverkehr auf beiden Strecken, 1962 wurde die Schmalspurbahn stillgelegt und ihre Anlagen in der Folgezeit demontiert. Zum 1. Juni 1964 wurde der Güterbahnhof Reichenbach (Vogtl) unt Bf dem Bahnhof Reichenbach (Vogtl) ob Bf unterstellt. Ab 1971 war der Bahnhof Endpunkt des noch betriebenen Streckenteils, 1974 endete der Betrieb mit der Stilllegung des Streckenabschnittes zwischen dem unteren Bahnhof und dem Bahnhof Reichenbach (Vogtl) Ost gänzlich. Der Gleisrückbau begann 1975; danach entstand auf dem ehemaligen Gleiskörper eine Fernverkehrsstraße.
Am Standort des einstigen unteren Bahnhofs sind die Gleisanlagen heute komplett verschwunden. Zwischen Empfangsgebäude und Güterschuppen verläuft heute die Bundesstraße 94. Die Hochbauten sind hingegen erhalten. Empfangsgebäude und Güterschuppen wurden im Vorfeld der Landesgartenschau 2009 saniert, in die ein Teil des ehemaligen Bahnhofsareals mit einbezogen wurde.
Reichenbach (Vogtl) Altstadt ⊙

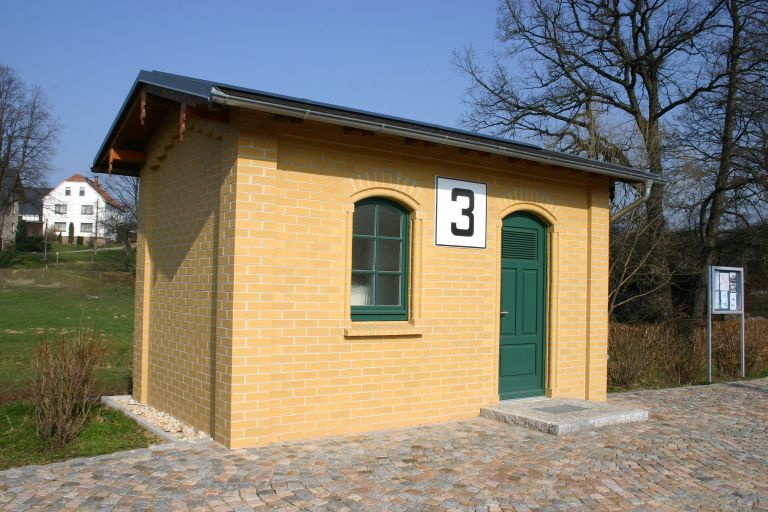
Nachgebauter Posten 3, beim ehemaligen Haltepunkt Reichenbach (Vogtl) Altstadt

Der Haltepunkt Reichenbach (Vogtl) Altstadt wurde mit der Aufnahme des Personenverkehrs auf der schmalspurigen Rollbockbahn am 1. Oktober 1909 eröffnet. Er befand sich am südöstlichen Rand der Reichenbacher Altstadt kurz hinter der Trennung von der normalspurigen Bahnstrecke Reichenbach–Göltzschtalbrücke. Bereits mit der Eröffnung der Schmalspurbahn im Jahr 1902 wurde das Einfahrsignal des Bahnhofs Reichenbach (Vogtl) unt Bf auf die Höhe des Schrankenpostens 3 verlegt. Das Dreischienengleis von Reichenbach (Vogtl) unt Bf lag bis zum Schrankenposten 3 vor der Haltestelle an der „Reichsstraße“. Während die Normalspurbahn aus Richtung Reichenbach (Vogtl) unt Bf dem Tal des Oberreichenbacher Bachs (Seifenbach) zum Bahnhof Reichenbach (Vogtl) Ost folgte, verlief die Schmalspurbahn weiter in der „Reichsstraße“ nach Oberheinsdorf.
Am 15. Mai 1935 wurde der Haltepunkt Reichenbach (Vogtl) Reichsstraße an der Bahnstrecke Reichenbach–Göltzschtalbrücke eröffnet. Ein 32 Meter langer Bahnsteig, der von Fahrgästen der Schmal- und der Normalspurbahn genutzt werden konnte, erleichterte das Umsteigen in die Züge der Schmalspurbahn. An Hochbauten existierte lediglich das massive Gebäude des Schrankenpostens 3. Der Bahnsteig selbst war nur mit einer Bank und dem Stationsschild ausgerüstet.
Am 4. September 1957 ging der Haltepunkt Reichenbach (Vogtl) Altstadt mit der Einstellung des Personenverkehrs auf der schmalspurigen Rollbockbahn nach Oberheinsdorf außer Betrieb. Der sich in unmittelbarer Nähe befindliche Haltepunkt Reichenbach (Vogtl) Reichsstraße ging drei Wochen später am 29. September 1957 mit der Einstellung des Personenverkehrs auf der Bahnstrecke Reichenbach–Göltzschtalbrücke außer Betrieb.
Am einstigen Standort am Übergang der „Äußeren Reichsstraße“ (heute: „Reichsstraße“) in die „Innere Reichsstraße“ (heute: „Am Graben“) sind heute keine Zeitzeugen mehr vorhanden. Auf dem Gleiskörper der Rollbockbahn und des Dreischienengleises verläuft die Bundesstraße 94. Das am Raumbach gelegene Areal südlich des einstigen Haltepunkts wurde im Rahmen der Landesgartenschau 2009 in den „Park der Generationen“ umgestaltet. Das Gebäude des „Schrankenpostens 3“ wurde im Jahr 2004 durch den Traditionsverein „Rollbockbahn“ e. V. originalgetreu am Standort des Rollbockbahnmuseums in Oberheinsdorf nachgebaut.
Reichenbach (Vogtl) Annenplatz ⊙

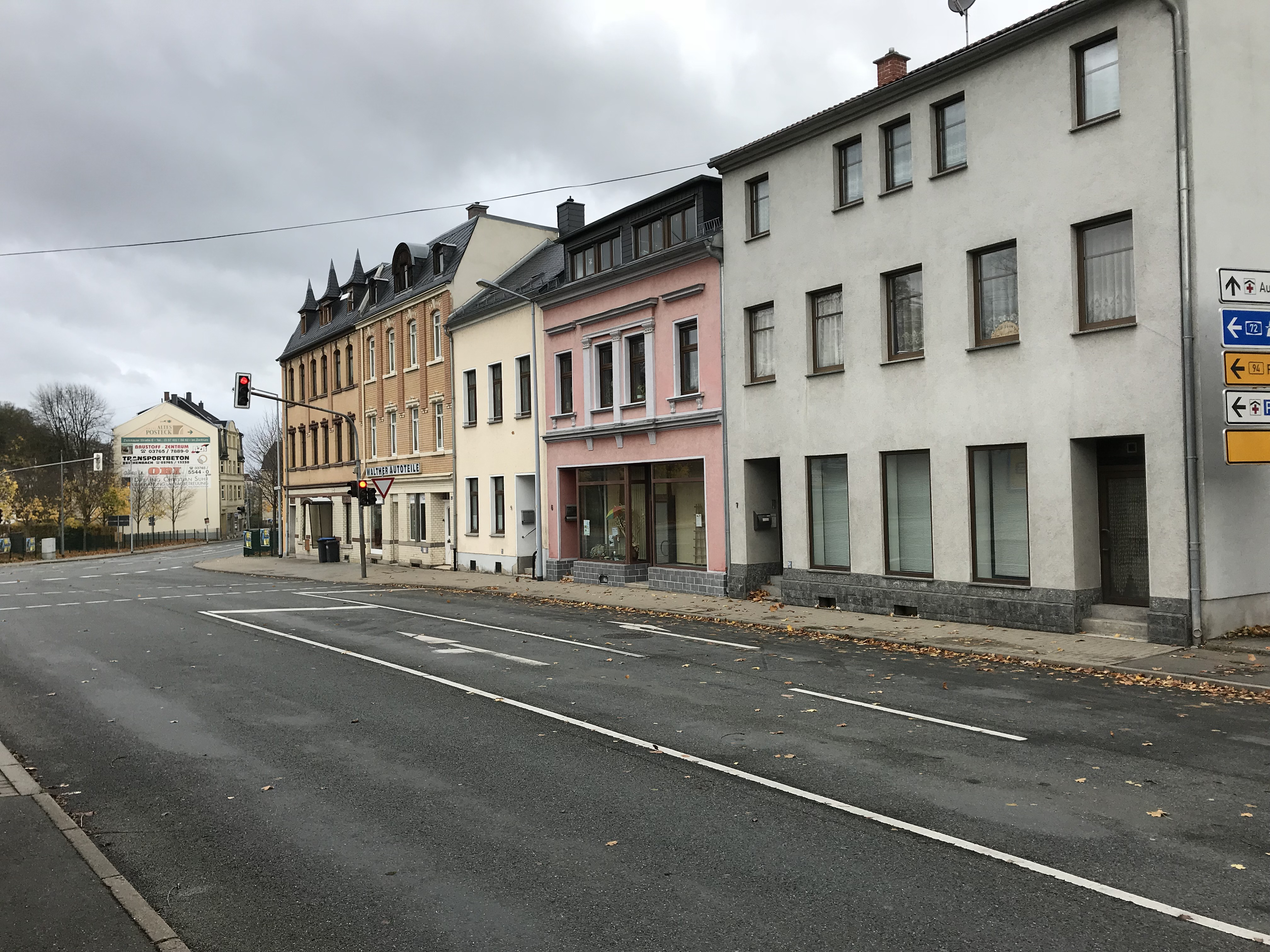
Ehemaliger Haltepunkt Reichenbach (Vogtl) Annenplatz (2017)

Der ausschließlich dem Personenverkehr dienende Haltepunkt Reichenbach (Vogtl) Annenplatz wurde am 1. Oktober 1909 mit Aufnahme des Personenverkehrs auf der Rollbockbahn unter dem Namen Reichenbach i. V. Annenplatz eröffnet und 1911 in die bis zur Schließung gültige Bezeichnung umbenannt. Er befand sich im Südosten von Reichenbach im Kreuzungsbereich der Straßen „Heinsdorfer Straße“/„Lengenfelder Straße“/„Plauensche Straße“ und „(Äußere) Reichsstraße“. Die Station verfügte bis 1935 über ein Ausweichgleis und je ein Anschlussgleis für zwei Industriebetriebe (Firmen Petzold & Ehret sowie Färberei Hempel). Hochbauten waren keine vorhanden. Mit der Einstellung des Personenverkehrs ging die Station am 4. September 1957 außer Betrieb. Am einstigen Standort in der „Heinsdorfer Straße“ befindet sich heute die gleichnamige Bushaltestelle. Der Haltepunkt befand sich stadtauswärts auf der linken Straßenseite.
Reichenbach (Vogtl) Bergstraße ⊙

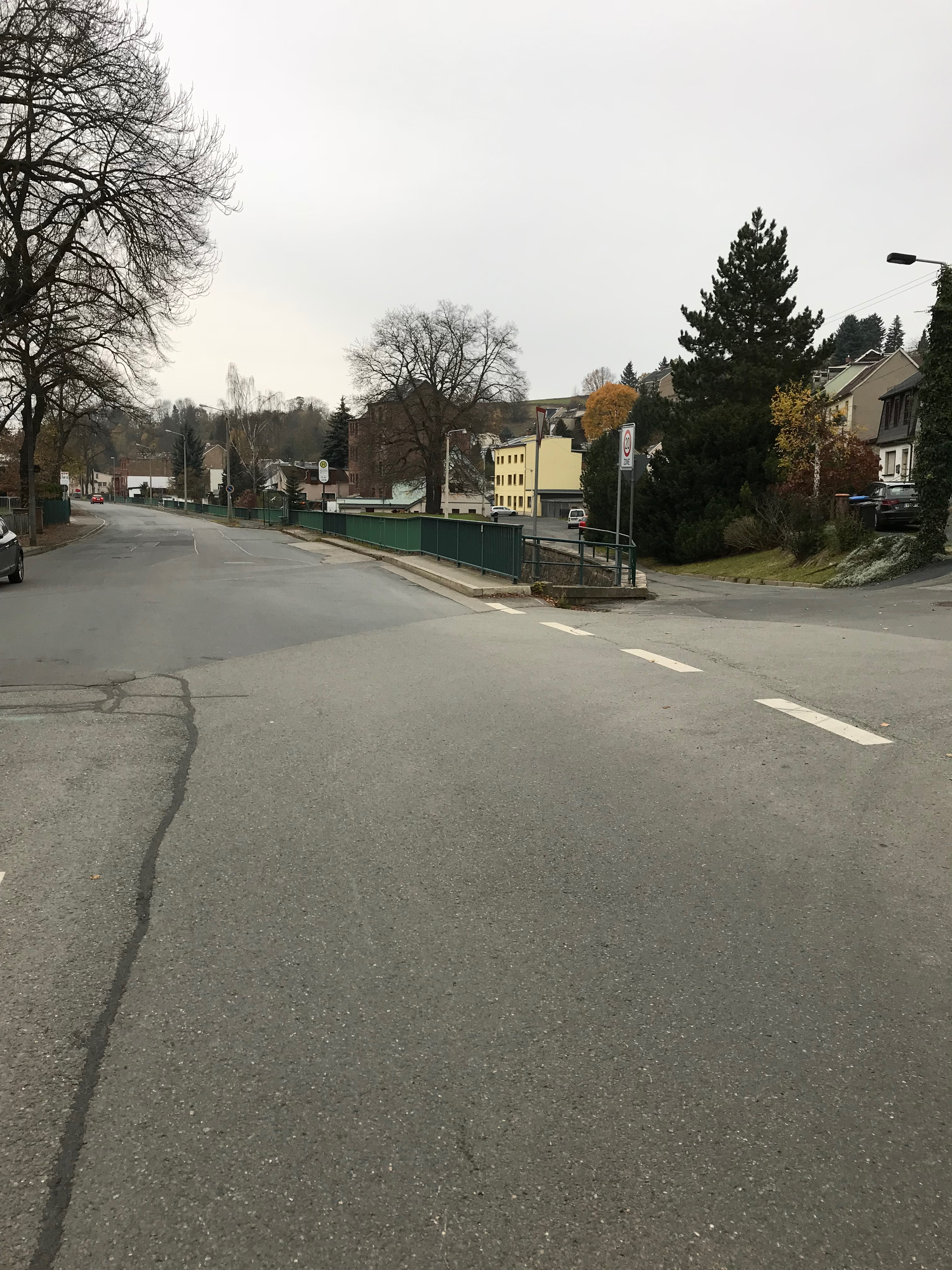
Ehemaliger Haltepunkt Reichenbach (Vogtl) Bergstraße (2017)

Der ebenfalls ausschließlich dem Personenverkehr dienende Haltepunkt Reichenbach (Vogtl) Bergstraße wurde wie der Haltepunkt Reichenbach (Vogtl) Annenplatz am 1. Oktober 1909 mit Aufnahme des Personenverkehrs auf der Rollbockbahn eröffnet. Er trug bis zur Umbenennung im Jahr 1911 den Namen Reichenbach i. V. Bergstraße. Die Station befand sich an der südöstlichen Stadtgrenze von Reichenbach hinter der Raumbachbrücke im Mündungsbereich von „Bergstraße“, „Mittelgasse“ und „Webergasse“ auf die „Heinsdorfer Straße“. Der Haltepunkt besaß keine Hochbauten. Im Stationsbereich zweigte über die „Heinsdorfer Straße“ ein Anschlussgleis mit Ausweichstelle zur Firma „Ringk & Werner“ (später: „VEB Feintuchfabrik Reichenbach“) ab, von dem heute noch Reste erkennbar sind. Mit der Einstellung des Personenverkehrs ging die Station am 4. September 1957 außer Betrieb. Am einstigen Standort in der „Heinsdorfer Straße“ befindet sich heute die gleichnamige Bushaltestelle. Der Haltepunkt befand sich stadtauswärts auf der linken Straßenseite.
Unterheinsdorf West ⊙

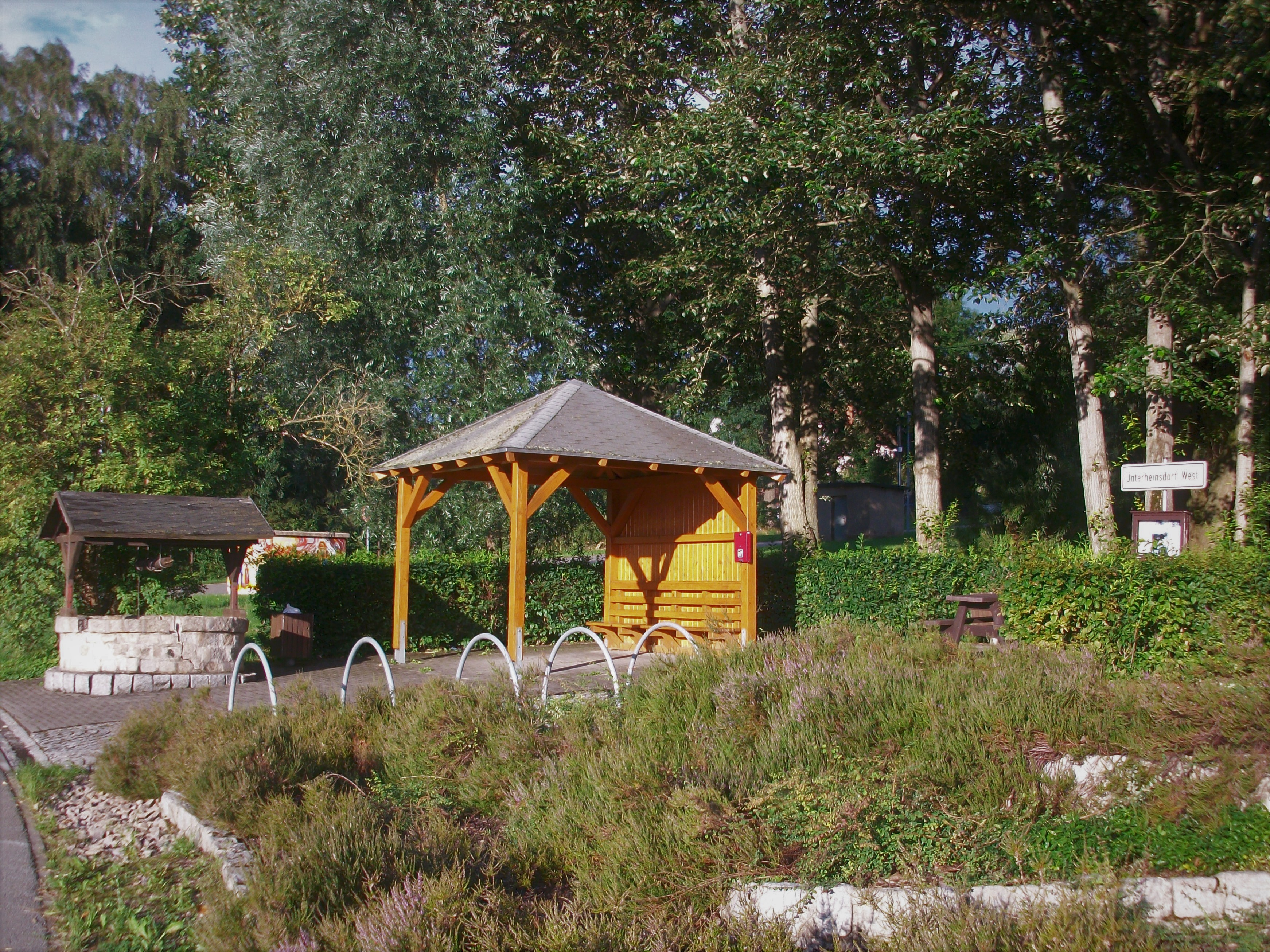
Ehemaliger Haltepunkt Unterheinsdorf West, heute als Rastplatz gestaltet (2017)

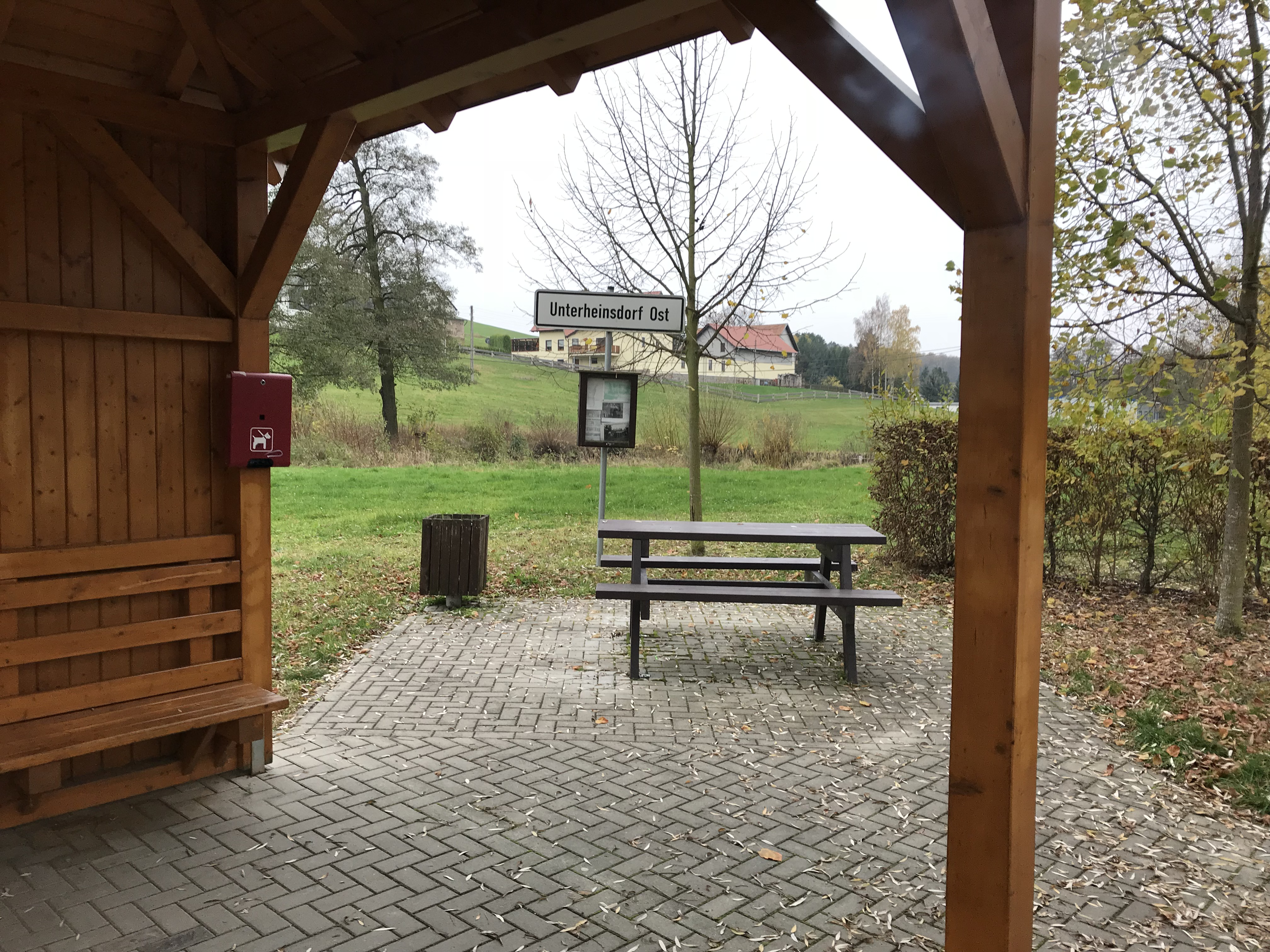
Ehemaliger Haltepunkt Unterheinsdorf Ost, heute: Rastplatz (2017)

Der Haltepunkt Unterheinsdorf West wurde am 1. Oktober 1909 mit Aufnahme des Personenverkehrs auf der Rollbockbahn eröffnet. Die Station befand sich am westlichen Ortsende von Unterheinsdorf vor der Einmündung der „Feldstraße“ in die „Reichenbacher Straße“. Einen Kilometer vor der Station zweigten die Anschlussgleise der Firmen
„Ringk & Werner“ (Werk II) und des „Textilveredlungswerks Dietel“ (Werk I) ab. Die Anschlussweiche wurde im Jahr 1930 hinter den Haltepunkt verlegt, wo bereits Anschluss an das Werk II des „Textilveredlungswerks Dietel“ bestand. 1958 wurde das Anschlussgleis des Heizhauses des „VEB Ausrüstungs- und Kunststoffverarbeitungswerks“ errichtet, welches parallel zum Hauptgleis ca. 300 Meter vor der Station lag. Hinter dem Haltepunkt verließ die Trasse den direkten Straßenverlauf der Hauptstraße und führte entlang des heutigen „Häuslerwegs“ weiter.
Mit der Einstellung des Personenverkehrs ging die Station am 4. September 1957 außer Betrieb. Am einstigen Standort an der Kreuzung „Reichenbacher Straße“/„Feldstraße“ befindet sich heute ein Rastplatz mit Unterstellmöglichkeit, an dem ein Stationsschild und historische Fotos und Fahrpläne an die Station erinnern. Hinter der „Feldstraße“ befindet sich heute die Bushaltestelle Unterheinsdorf Gasth Malz. Die Firmengebäude auf der gegenüber liegenden Straßenseite wurden vollständig abgerissen. Dort befindet sich heute das Gebäude der Freiwilligen Feuerwehr Unterheinsdorf.
Unterheinsdorf ⊙

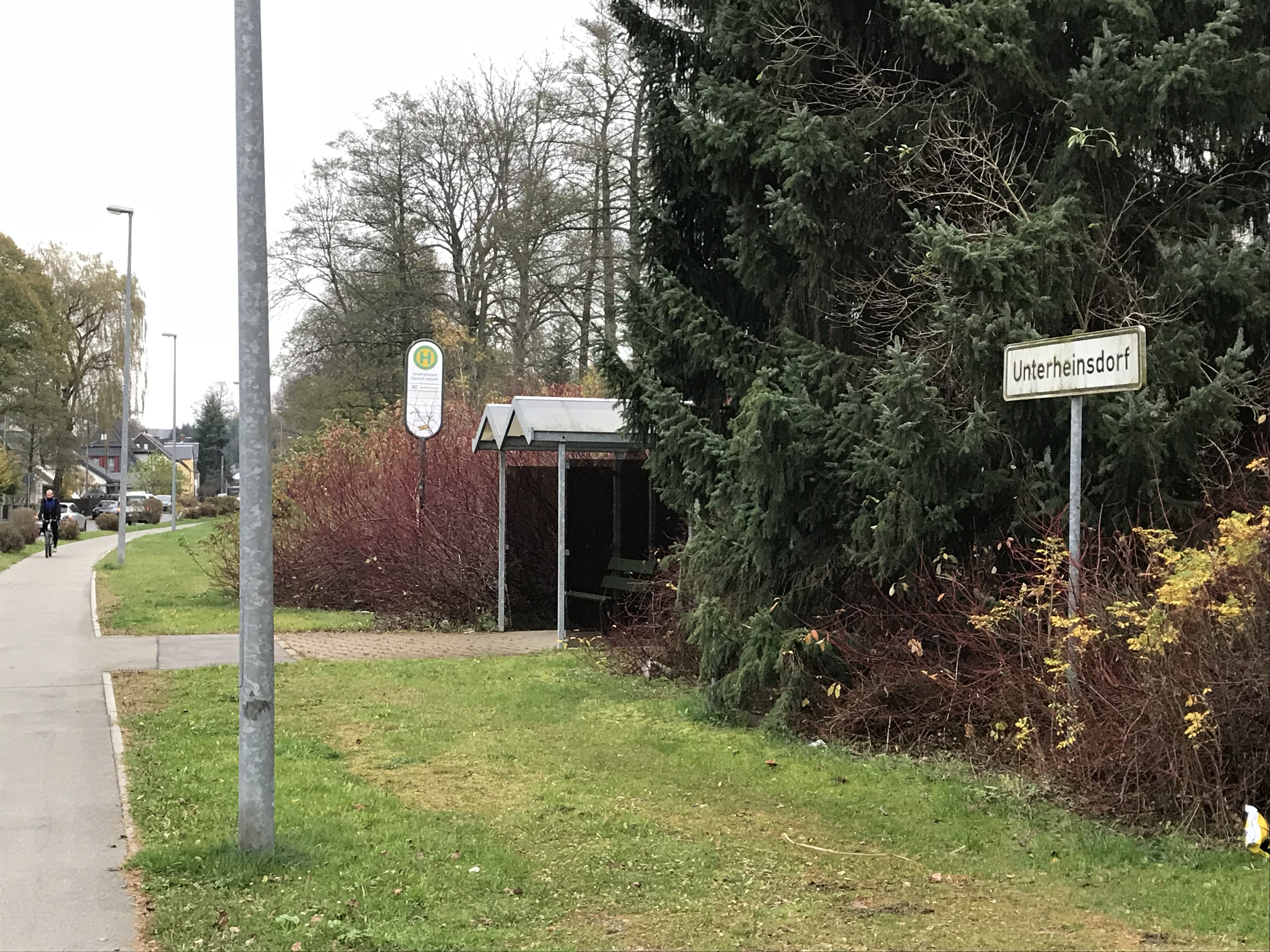
Ehemalige Haltestelle Unterheinsdorf (2017)

Die Station Unterheinsdorf wurde am 15. Dezember 1902 als Unterheinsdorf Ladestelle mit der Eröffnung der Rollbockbahn als Industriebahn in Betrieb genommen. Sie war bis 1909 der einzige Unterwegshalt der Bahnstrecke. Mit der Aufnahme des Personenverkehrs auf der Rollbockbahn erfolgte am 1. Oktober 1909 die Ernennung zum Bahnhof. Die Station trug seitdem den Namen Unterheinsdorf Bf, ab 1911 nur noch Unterheinsdorf. 1933 erfolgte die Herabstufung zur Haltestelle. Die Station befand sich im Zentrum von Unterheinsdorf östlich der Kreuzung „Reichenbacher Straße“/„Waldstraße“ und nördlich des heutigen Mühlteichs. Auf der gegenüber liegenden Straßenseite befand sich die „Spinnerei Popp“. Die zweigleisige Haltestelle besaß eine Ladestraße, des Weiteren war ein Güterschuppen und zwei Wagenkästen vorhanden, von denen einer als Unterstand für die Reisenden diente.
Mit der Einstellung des Personenverkehrs wurde die Station am 4. September 1957 zu einer Ladestelle für den verbliebenen Güterverkehr. Sie war seitdem bis zur Stilllegung der Bahnstrecke am 22. September 1962 wiederum der einzige Unterwegshalt. Am Standort erinnert heute ein Stationsschild an die Haltestelle. Heute befindet sich dort die Bushaltestelle Unterheinsdorf Gasth Herfurt. Die Gebäude der „Spinnerei Popp“ auf der gegenüber liegenden Straßenseite wurden vollständig abgerissen. Auf der Freifläche entstanden mehrere Wohngebäude.
Unterheinsdorf Ost
⊙
Der Haltepunkt Unterheinsdorf Ost wurde am 1. Oktober 1909 mit Aufnahme des Personenverkehrs auf der Rollbockbahn eröffnet. Die Station befand sich am Ufer des Raumbachs im Osten von Unterheinsdorf am „Angerweg“, der parallel zur „Reichenbacher Straße“ verläuft. Hinter der Station zweigte ein Anschlussgleis zum Naben- und Kupplungswerk bzw. zur „Wollwäscherei Schreiterer“ ab. Ein Wagenkasten sächsischer Bauart diente den Reisenden als Unterstellmöglichkeit.
Mit der Einstellung des Personenverkehrs ging die Station am 4. September 1957 außer Betrieb. Am einstigen Standort am „Angerweg“ hinter dem Firmengebäude der „UFT Produktions GmbH“ befindet sich heute analog wie beim Haltepunkt Unterheinsdorf West ein Rastplatz mit Unterstellmöglichkeit und Stationsschild.
Oberheinsdorf ⊙

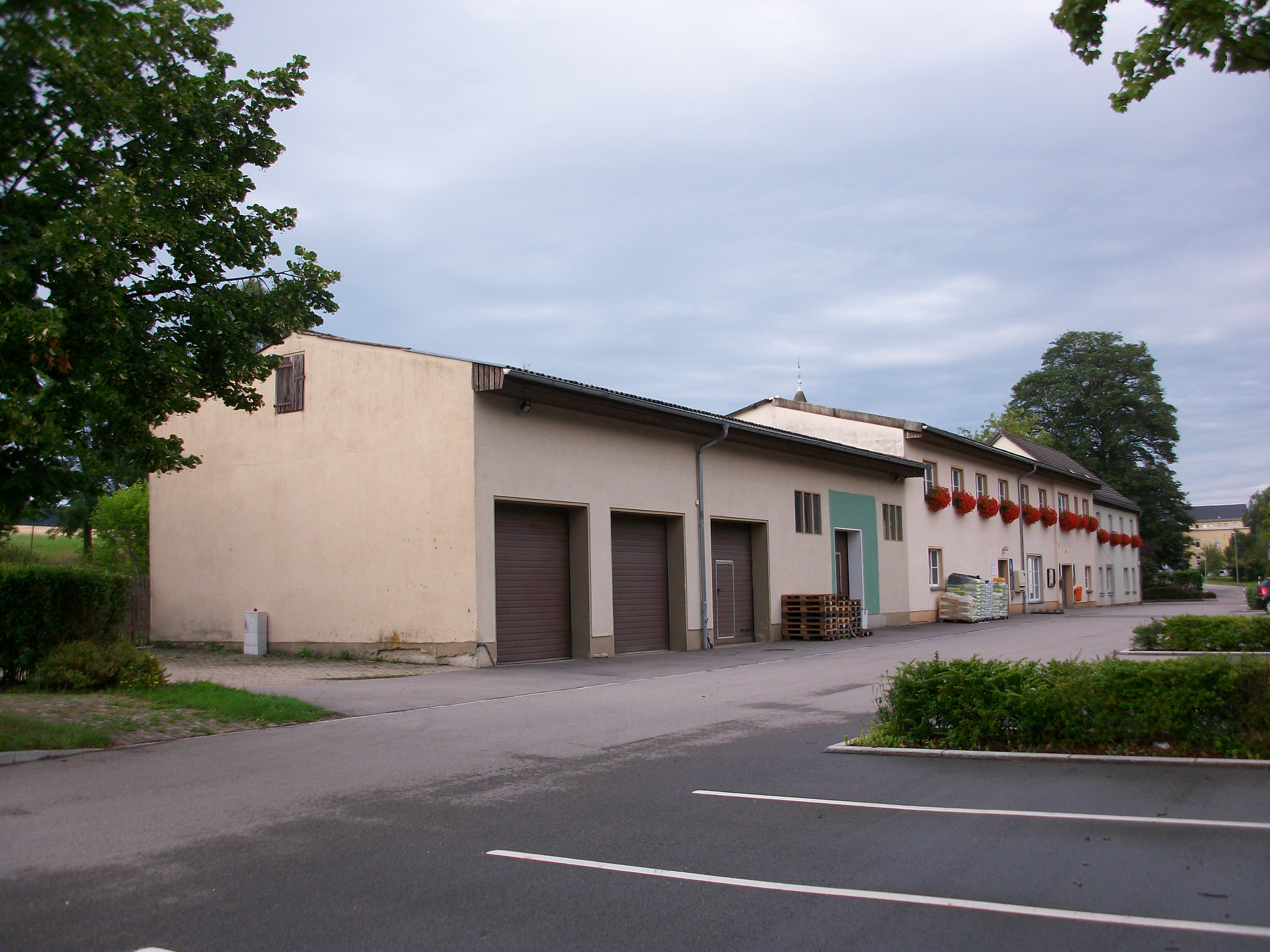
Ehemaliger Bahnhof Oberheinsdorf, heute Gemeindeverwaltung von Heinsdorfergrund (2017)

Der Bahnhof Oberheinsdorf wurde am 15. Dezember 1902 als Oberheinsdorf Ladestelle mit der Eröffnung der Rollbockbahn als Industriebahn in Betrieb genommen. Mit der Aufnahme des Personenverkehrs auf der Rollbockbahn erfolgte am 1. Oktober 1909 die Ernennung zum Bahnhof. Die Endstation der Schmalspurbahn bestand aus einem Gleistrapez mit zwei Stumpfgleisen, von denen das linke zum Güterschuppen mit Abfertigungsraum führte und das rechte zum Umsetzen der Lok genutzt wurde. Kurz vor dem Bahnhof wurde die „Reichenbacher Straße“ gekreuzt. Der Güterschuppen war über eine Ladestraße erreichbar. In den 1920er Jahren wurde von der Raiffeisenbank noch ein massives Wirtschaftsgebäude gebaut, welches nach dem Zweiten Weltkrieg von der Bäuerliche Handelsgenossenschaft weitergenutzt wurde. Im Bahnhofsgelände zweigte vom Gleis 2 bis zur Auflösung des Betriebs im Jahr 1929 der Gleisanschluss zur Deutschen Wollentfettungs AG am „Fabrikberg“ ab.
Mit der Einstellung des Personenverkehrs wurde die Station am 4. September 1957 zu einem Güterbahnhof für den verbliebenen Güterverkehr. Mit der Stilllegung der Bahnstrecke ging die Station am 22. September 1962 außer Betrieb. Am Standort an der „Reichenbacher Straße“ im Zentrum von Oberheinsdorf ist das Wirtschaftsgebäude bis heute erhalten geblieben. Es wird als Gemeindeverwaltung der Gemeinde Heinsdorfergrund genutzt. Davor befindet sich ein großzügig angelegter Parkplatz.

## Fahrzeuge

### Lokomotiven

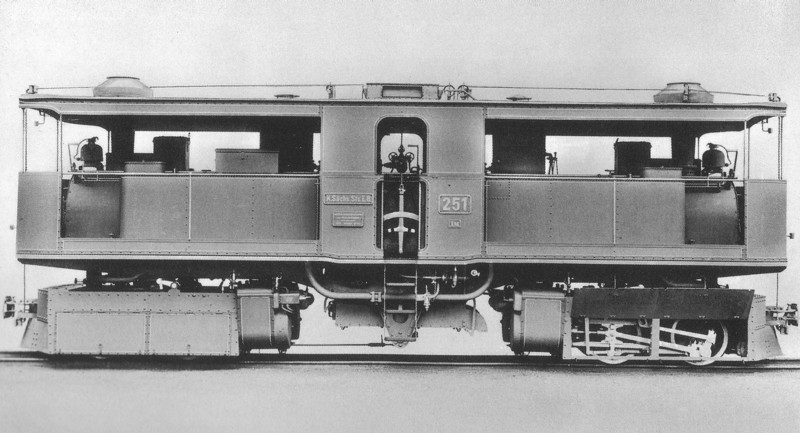
I M 251 im Lieferzustand

Überregional bekannt geworden ist die Bahn vor allem durch ihre wie Dampfstraßenbahnlokomotiven verkleideten Drehgestelllokomotiven der Bauart Fairlie. Die drei Maschinen der sächsischen Gattung I M wurden 1902 von der Sächsischen Maschinenfabrik in Chemnitz mit den Nummern 251 bis 253 speziell für die Rollbockbahn entwickelt und gebaut. Die Deutsche Reichsbahn ordnete die Maschinen 1925 in die Baureihe 99.16 ein.
Eine der Lokomotiven musste 1942 an die deutsche Wehrmacht abgegeben werden und ging auf einem Schiffstransport zur Halbinsel Krim verloren. 1961 wurde auf der Rollbockbahn mit der 99 5803 eine weitere Lokomotive stationiert, diese beförderte später auch die Abbauzüge. Die 99 161 musste zu Beginn des Jahres 1962 abgestellt werden, die 99 162 war bis zur Betriebseinstellung im Dienst.
Die 99 162 (ehemals I M 252) blieb als Museumslokomotive des Verkehrsmuseums Dresden erhalten. Sie hat heute ihren Standort im Museumsbahnhof Oberheinsdorf.

### Wagen
Für den Personenverkehr wurden 1909 sechs vierachsige Personenwagen beschafft, die nach der Betriebseinstellung noch einige Jahre auf den Schmalspurbahnen bei Barth zum Einsatz kamen. Der Wagen 10.103 blieb erhalten und befindet sich heute restauriert ebenfalls in Oberheinsdorf. Ein zweiter baugleicher Wagen (10.101)  wurde nach einem Brand im Wageninneren 1950 in das RAW Chemnitz gebracht, wurde zu einem Packwagen mit Blechverkleidung umgebaut und gelangte von dort 1953 direkt zur Spreewaldbahn. Dort war er bis zur Stilllegung 1970 im Einsatz und steht heute als Denkmal vor dem ehemaligen Bahnhof Goyatz.
Der Güterverkehr wurde fast ausnahmslos mit Rollböcken abgewickelt, lediglich in den Anfangsjahren waren mehrere vierachsige offene und gedeckte Güterwagen vorhanden. Als Bahndienstfahrzeuge standen zwei zweiachsige Niederbordwagen und ein Unkrautsprengwagen, welcher 1906 auf zwei Rollböcken aufgebaut worden war, zur Verfügung.

## Museum
1997 gründete sich in Heinsdorfergrund der Traditionsverein Rollbockbahn e. V., um die letzten Sachzeugen der einstigen Rollbockbahn für die Nachwelt zu erhalten und ein kleines Museum in der Nähe des ehemaligen Bahnhofs Oberheinsdorf ⊙ einzurichten. Diesem gelang es 1999, die im Eigentum des Verkehrsmuseums Dresden befindliche letzte erhaltene Lokomotive der Rollbockbahn als Dauerleihgabe in ihre Heimat zu holen. Die Lokomotive kann in einem neu errichteten Lokschuppen in Oberheinsdorf besichtigt werden.
1997 wurden in Klingenthal mehrere originale Gleisstücke der einstigen Schmalspurbahn Klingenthal–Sachsenberg-Georgenthal für das Museum geborgen. 2005 wurde der Schrankenposten 3/1d, welcher in Reichenbach am ehemaligen Haltepunkt „Altstadt“ stand nach alten Plänen wieder aufgebaut und dient dem Museum heute als Toilettenhäuschen.
Im sachsen-anhaltischen Güsen fand sich Ende der 1990er-Jahre der letzte originale Personenwagen als Geräteschuppen der dortigen Feuerwehr. Das Fahrzeug konnte nach Sachsen zurückgeholt werden, wurde restauriert und komplettiert seit 2006 die Schauanlage.
2020 bekam der Personenwagen einen Unterstand und wurde neu lackiert.

## Galerie

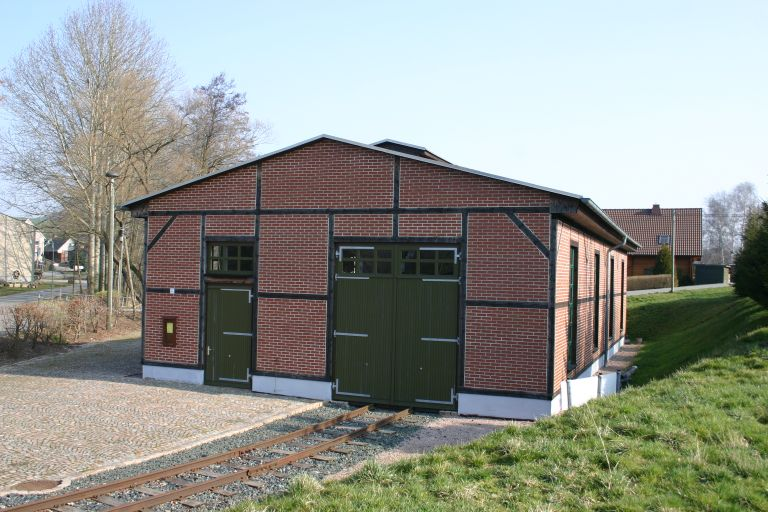
Lokschuppen Oberheinsdorf
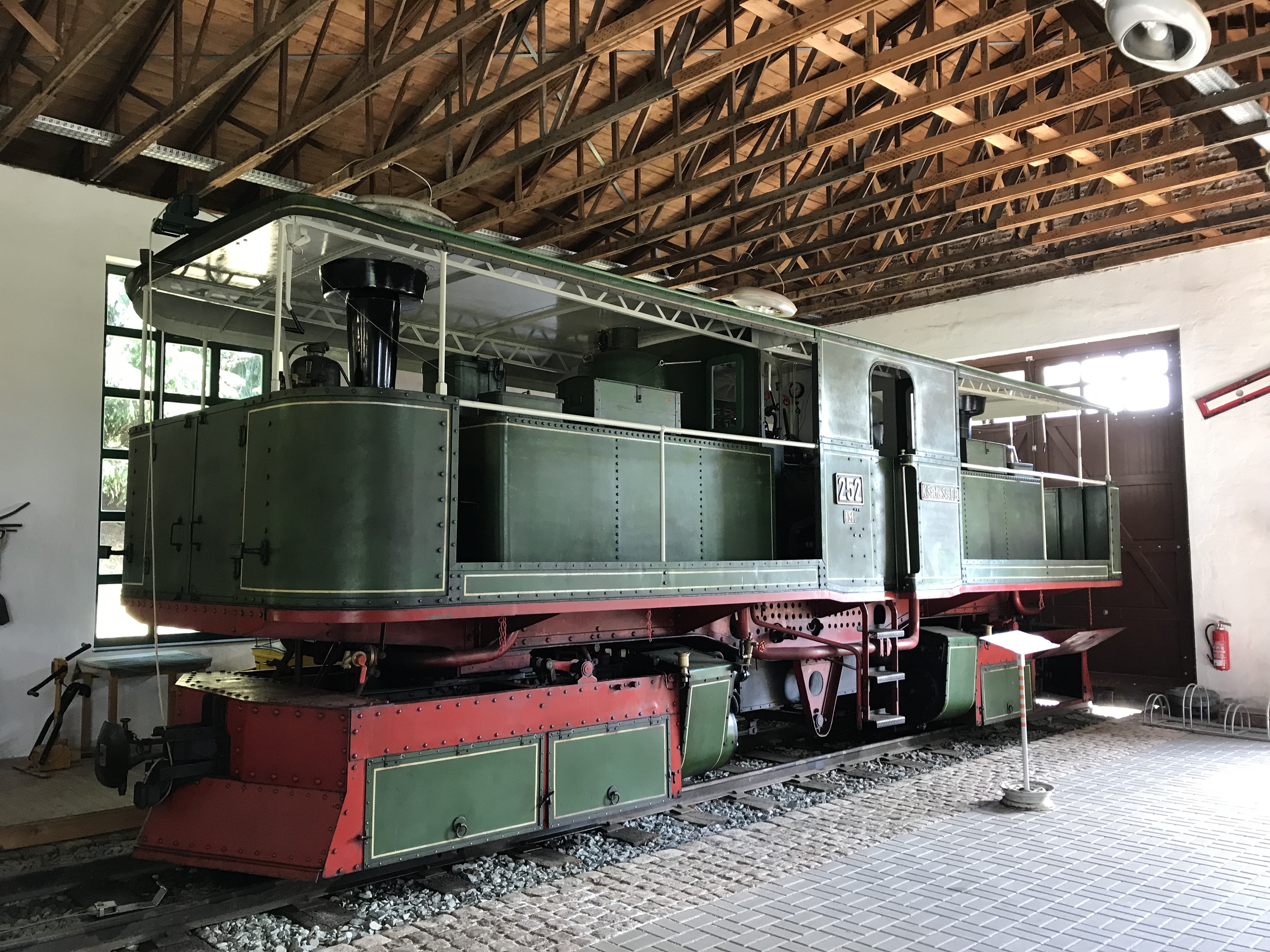
99 162 (ehemals I M 252)
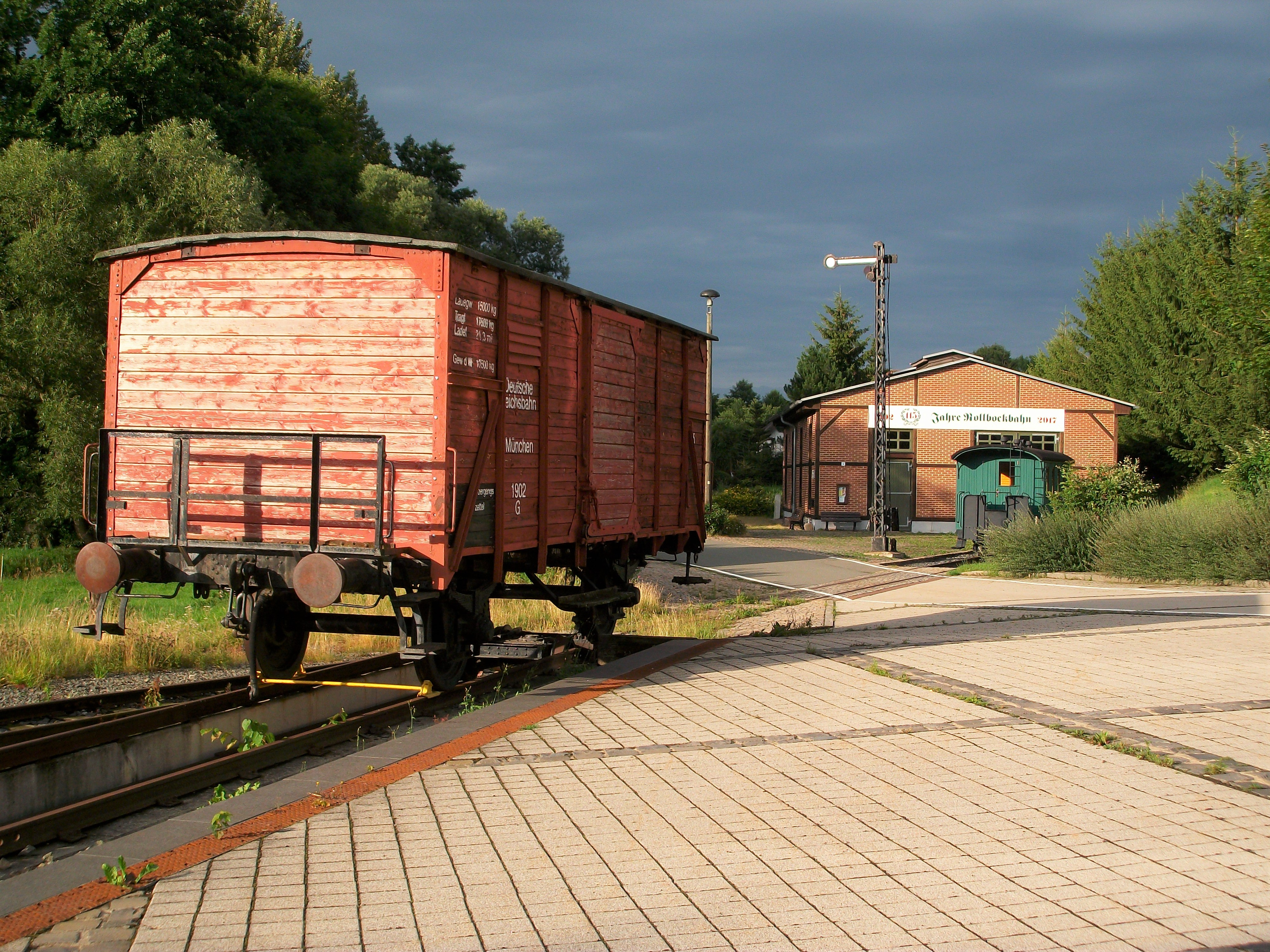
Rollbockmuseum Oberheinsdorf, Nachbau Lokschuppen und Rollbockanlage (2017)
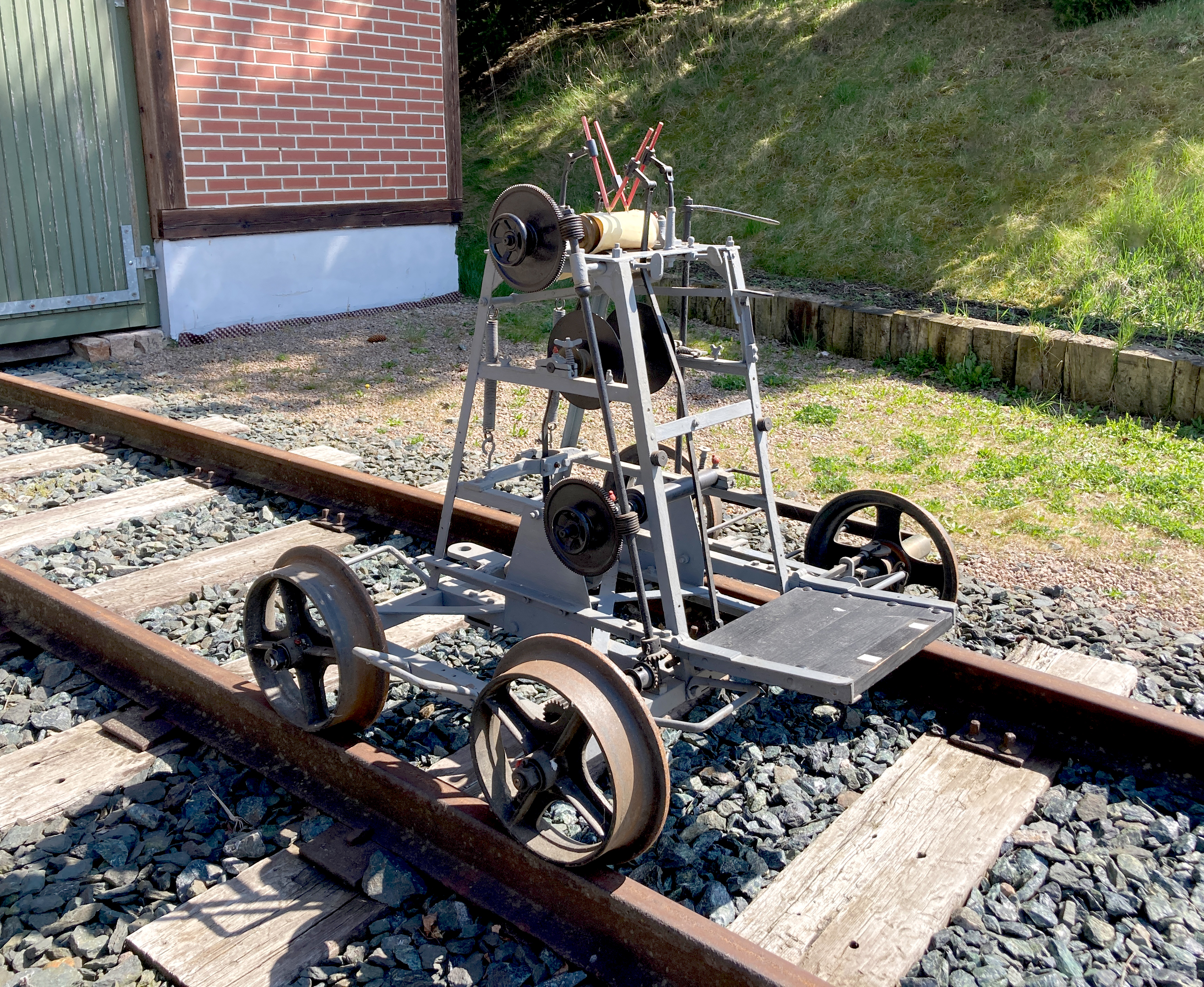
Gleismesswagen der Firma Scheidt & Bachmann M. Gladbach von 1918
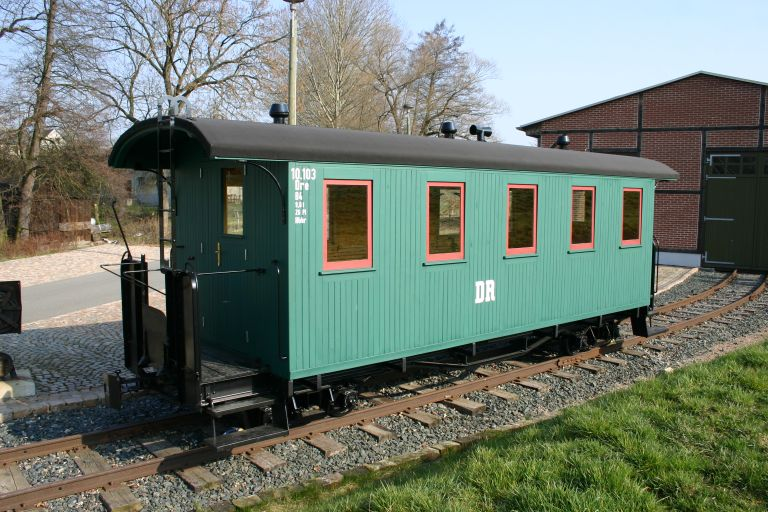
Personenwagen 10.103
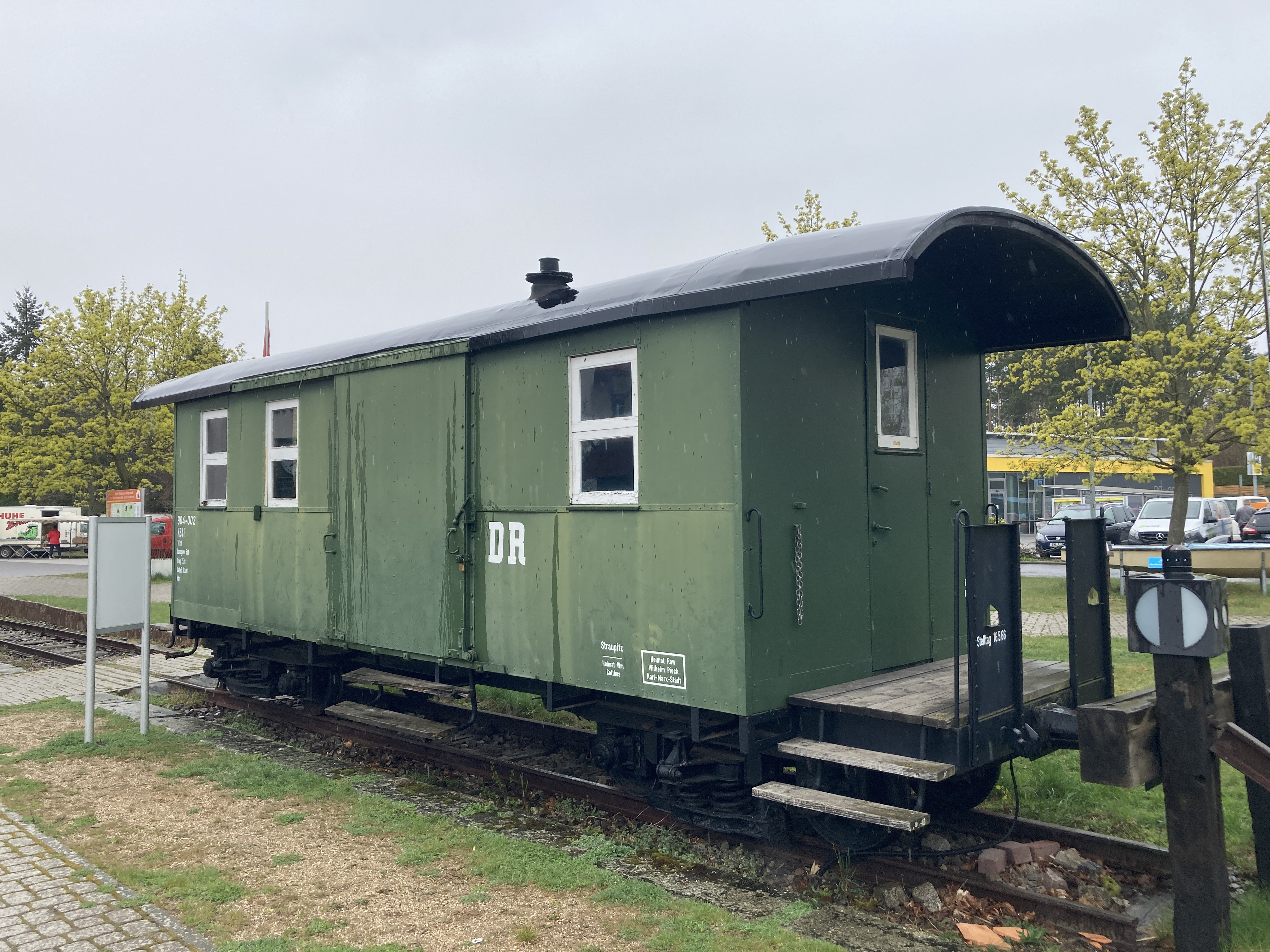
Gepäckwagen 10.101 in Goyatz (Spreewald)